# Eugeniusz Bodo
Pour les articles homonymes, voir Bodo (homonymie).

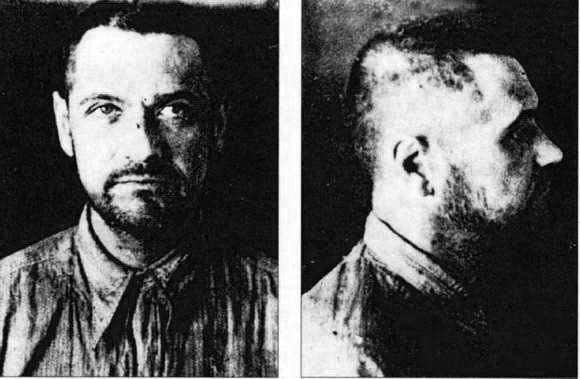
Photo d'Eugeniusz Bodo tirée de son dossier du NKVD

Eugeniusz Bodo, né Bohdan Eugène Junod le 28 décembre 1899 à Genève et mort au Goulag le 7 octobre 1943 près de Kotlas, en URSS, a été un réalisateur, scénariste, producteur de cinéma, ingénieur du son, et acteur polonais d'origine suisse. C'était un comédien très connu pendant l'entre-deux-guerres.

## Biographie
Eugeniusz Bodo naquit à Genève, en Suisse. Il était le fils unique d'un ingénieur suisse Théodore Junod (calviniste) et d'une mère polonaise Anna Dylewska (catholique). En 1910, sa famille déménagea pour s'installer à Łódź, où son père ouvrit une salle de cinéma appelée Urania. En 1917, il a intégré le "Théâtre Apollo" de Poznań. Dans les années 1920, il participa à l'activité culturelle et artistique du théâtre Qui Pro Quo de Varsovie.
Il est surtout connu pour ses rôles au cinéma, il a joué dans plus d'une trentaine de films. En 1931, Eugeniusz Bodo devint cofondateur du studio de cinéma BWB. En 1933, il créa une société de production, "Urania", du nom du cinéma paternel de Łódź. 
Au printemps de 1939, il ouvrit le prestigieux "Café Bodo" à Varsovie. 
Lors de l'invasion de la Pologne, il organisa des concerts pour les soldats polonais lors du siège de Varsovie.
En 1941, lors de l'occupation de la ville par les troupes de la Wehrmacht, le Café Bodo devint un endroit de distraction réservé uniquement aux forces d'occupation ennemies. Il finit par quitter Varsovie pour Lwów, où il rejoint le "Tea-Jazz band" dirigé par Henryk Wars. La police politique soviétique, le NKVD, l'accuse d'espionnage et, malgré son passeport suisse, il est déporté au Goulag près d'Arkhangelsk. Jugé et condamné à cinq années de travaux forcés, il y meurt de faim le 7 octobre 1943.

## Filmographie
Réalisateur
- 1937 : Królowa przedmiescia
- 1938 : Za winy niepopełnione

Acteur
- 1925 : Rywale
- 1926 : Czerwony błazen
- 1927 : Uśmiech losu de Ryszard Ordyński
- 1929 : Człowiek o błękitnej duszy de Michał Machwic
- 1929 : Policmajster Tagiejew
- 1930 : Kult ciała
- 1930 : Sang de Henryk Szaro
- 1930 : Bas-fonds de Michał Waszyński
- 1930 : Uroda życia de Juliusz Gardan
- 1930 : Wiatr od morza
- 1932 : Bezimienni bohaterowie
- 1932 : Głos pustyni
- 1933 : Jego ekscelencja subiekt
- 1933 : Zabawka de Michał Waszyński
- 1934 : Czarna perła
- 1934 : Czy Lucyna to dziewczyna?
- 1934 : Kocha, lubi, szanuje
- 1934 : Le Chanteur de Varsovie : Julian Pagórski
- 1935 : Jaśnie pan szofer
- 1936 : Amerykańska awantura
- 1937 : Książątko de Stanisław Szebego et Konrad Tom
- 1937 : Piętro wyżej de Leon Trystan
- 1937 : Skłamałam de Mieczysław Krawicz
- 1938 : Paweł i Gaweł : Paweł Gawlicki
- 1938 : Robert i Bertrand de Mieczysław Krawicz : Bertrand
- 1938 : Strachy de Eugeniusz Cękalski et Karol Szołowski
- 1938 : Za winy niepopełnione : Torence